# قشلاق فرج اسماعیل
قشلاق فرج اسماعیل یک روستا در ایران است که در استان اردبیل واقع شده‌است. قشلاق فرج اسماعیل ۲۰ نفر جمعیت دارد.